# ファンク・オブ・エイジズ
『ファンク・オブ・エイジズ』（Funk of Ages）は、アメリカ合衆国のファンク・ミュージシャン、バーニー・ウォーレルが1990年に発表した、ソロ名義では2作目のスタジオ・アルバム。

## 背景
ブーツィー・コリンズ、メイシオ・パーカー、ゲイリー・クーパー等のPファンク人脈に加えて、キース・リチャーズ、スティーヴ・ジョーダン、ハービー・ハンコック、スライ&ロビー、ヴァーノン・リードを含む多数のゲストを迎えて録音された。なお、ウォーレルはリチャーズのソロ・アルバム『トーク・イズ・チープ』（1988年）の11曲中4曲で、リチャーズ及びジョーダンと共演している。また、かつてウォーレルが準メンバーを務めていたトーキング・ヘッズからも、デヴィッド・バーンとジェリー・ハリスンが参加した。
「ヴォランティアード・スレイヴリー〜バーンズ・ブルース〜アウター・スペースウェイズ」と「アット・モス・スフィアーズ」の2曲は、ビル・ラズウェルのプロデュースによりグリーンポイント・スタジオで録音された。

## 評価
マーク・デミングはオールミュージックにおいて5点満点中4.5点を付け「圧巻のゲスト・スター勢と共に、テカテカしたファンクに加えて、ジャズからの影響という一面も見せながら踊り回っている」と評している。Greg Kotは『シカゴ・トリビューン』紙のレビューで4点満点中3点を付け、「シング」及び「リアル・ライフ・ドリームス」に関して「ウォーレルの驚くほどしなやかなボーカルが光る、メロディックなレゲエ・ナンバー」、「ビウエアー・オブ・ドッグ」に関して「サックス奏者のメイシオ・パーカー（1960年代にジェームス・ブラウンと共に活躍したことで有名）、ギタリストのヴァーノン・リード、それにウォーレルという三世代の偉大なミュージシャンがエンジン全開となっているファンク作品」と評している。また、1990年12月3日付の『ピープル』誌のレビューでは「"Y-Spy"や"B.W. Jam"よりも優れたダンス・ミュージックを今年に体験したとすれば、それはここよりも遥かにファンキーな異星でのことだろう」と評されている。

## 収録曲
1. シング - "Sing" (Bernie Worrell, Michael Hampton, David Byrne) - 4:34
2. B.W.ジャム - "B.W. Jam" (B. Worrell, Gary Cooper, Joe Polanco) - 3:31
3. ファンク・ア・ホール・リックス - "Funk-A-Hall-Licks" (B. Worrell, Bootsy Collins, G. Cooper, Doug Duffey) - 5:21
4. エイント・シー・スウィート - "Ain't She Sweet" (Jack Yellen, Milton Ager) - 5:03
5. Yスパイ - "Y-Spy" (B. Worrell, Steve Jordan, Charley Drayton) - 4:28
6. リアル・ライフ・ドリームス - "Real Life Dreams" (B. Worrell, David Nyce) - 4:43
7. ビウエアー・オブ・ドッグ - "Beware of Dog" (B. Worrell, Dougie Bowne) - 2:38
8. ストレート・アヘッド - "Straight Ahead" (B. Worrell, Sheila Washington, John Denicola, Patty Maloney, Gil Small) - 4:00
9. ドント・ピス・ミー・オフ - "Don't Piss Me Off" (B. Worrell, Jerry Harrison, Charlie Midnight) - 4:28
10. ヴォランティアード・スレイヴリー〜バーンズ・ブルース〜アウター・スペースウェイズ - "Volunteered Slavery/Bern's Blues/Outer Spaceways" (Rahsaan Roland Kirk/B. Worrell/Sun Ra) - 4:46
11. アット・モス・スフィアーズ - "At Mos' Spheres" (B. Worrell) - 3:56
12. リアル・ライフ・ドリームス・オン - "Real Life Dreams On" (B. Worrell, D. Nyce) - 1:40

2015年日本盤再発CD (WPCR-28239)を含む一部のエディションでは、下記の曲順に変更されている。
1. Yスパイ - "Y-Spy"
2. B.W.ジャム - "B.W. Jam"
3. ファンク・ア・ホール・リックス - "Funk-A-Hall-Licks"
4. エイント・シー・スウィート - "Ain't She Sweet"
5. ストレート・アヘッド - "Straight Ahead"
6. リアル・ライフ・ドリームス - "Real Life Dreams"
7. シング - "Sing"
8. ドント・ピス・ミー・オフ - "Don't Piss Me Off"
9. ビウエアー・オブ・ドッグ - "Beware of Dog"
10. ヴォランティアード・スレイヴリー〜バーンズ・ブルース〜アウター・スペースウェイズ - "Volunteered Slavery/Bern's Blues/Outer Spaceways"
11. アット・モス・スフィアーズ - "At Mos' Spheres"
12. リアル・ライフ・ドリームス・オン - "Real Life Dreams On"

## 参加ミュージシャン
- バーニー・ウォーレル - ボーカル、クラビネット、オルガン、ピアノ、エレクトリックピアノ、シンセサイザー、シンセベース、パーカッション
- ハービー・ハンコック - キーボード (on "Funk-A-Hall-Licks")、シンセサイザー (on "Ain't She Sweet")
- ジェリー・ハリスン - オルガン (on "Don't Piss Me Off")
- ジミー・リップ - ギター (on "Sing", "Funk-A-Hall-Licks", "Real Life Dreams", "Straight Ahead", "Don't Piss Me Off", "Real Life Dreams On")、エレクトリック・シタール (on "Sing")、バンジョー (on "Ain't She Sweet")
- マイケル・ハンプトン - ギター (on "Sing")
- キース・リチャーズ - ギター (on "Funk-A-Hall-Licks", "Y-Spy", "Don't Piss Me Off")
- ヴァーノン・リード - ギター (on "Beware of Dog")
- クリス・スペディング - スライドギター (on "Don't Piss Me Off")
- ブーツィー・コリンズ - ベース (on "Funk-A-Hall-Licks", "Ain't She Sweet")、ギター (on "Funk-A-Hall-Licks")、プログラミング (on "Ain't She Sweet")、ボーカル (on "Ain't She Sweet")
- チャーリー・ドレイトン - ベース、スティール・ギター (on "Y-Spy")
- ロビー・シェイクスピア - ベース (on "Real Life Dreams", "Real Life Dreams On")
- ジミー・ホークス - ベース (on "Beware of Dog")
- ウォーレン・マクレエ - ベース (on "Straight Ahead")
- スティーヴ・フェローン - ドラムス (on "Sing", "Straight Ahead")
- スティーヴ・ジョーダン - ドラムス (on "Funk-A-Hall-Licks", "Y-Spy")、ギター (on "Y-Spy", "Real Life Dreams", "Real Life Dreams On")、パーカッション (on "Y-Spy")
- スライ・ダンバー - ドラムス (on "Real Life Dreams", "Real Life Dreams On")
- ドゥギー・バウン - ドラムス (on "Beware of Dog")
- デニス・チェンバース - ドラムス (on "Don't Piss Me Off")
- ラリー・フラタンジェロ - パーカッション (on "Sing", "Ain't She Sweet", "Real Life Dreams", "Real Life Dreams On")
- ジェローム・ブレイリー - パーカッション (on "Don't Piss Me Off")
- アイーブ・ディエン - パーカッション (on "Volunteered Slavery/Bern's Blues/Outer Spaceways")
- ゲイリー・クーパー - プログラミング (on "B.W. Jam")、ボーカル (on "Ain't She Sweet", "Y-Spy", "Don't Piss Me Off", "Volunteered Slavery/Bern's Blues/Outer Spaceways")、パーカッション (on "Real Life Dreams", "Real Life Dreams On")、バッキング・ボーカル (on "B.W. Jam", "Straight Ahead")
- ジョー・ポランコ - プログラミング (on "B.W. Jam")
- デイヴィー・D - ターンテーブル (on "Don't Piss Me Off")
- アップタウン・ホーンズ - ホーン・セクション (on "B.W. Jam")
- メイシオ・パーカー - サクソフォーン (on "Funk-A-Hall-Licks", "Beware of Dog")
- ローレン・コールズ - ボーカル (on "Y-Spy")
- フィービ・スノウ - ボーカル (on "Don't Piss Me Off")
- デヴィッド・バーン - バッキング・ボーカル (on "Sing")
- シェイラ・ワシントン - バッキング・ボーカル (on "Sing", "B.W. Jam", "Funk-A-Hall-Licks", "Real Life Dreams", "Straight Ahead")
- スティーヴ・ワシントン - バッキング・ボーカル (on "B.W. Jam")
- ジェリー・ダグラス＝マクレエ - バッキング・ボーカル (on "B.W. Jam")
- ジョディ・ベル - バッキング・ボーカル (on "Funk-A-Hall-Licks", "Real Life Dreams", "Don't Piss Me Off")
- パティ・マロニー - バッキング・ボーカル (on "Straight Ahead")
- ジョン・ディニコラ - バッキング・ボーカル (on "Straight Ahead")
- マイケル・カマチョ - バッキング・ボーカル (on "Straight Ahead")
- ダグ・ダフィー - バッキング・ボーカル (on "Straight Ahead")
- ブッチ・アレキサンダー - バッキング・ボーカル (on "Don't Piss Me Off")
- ローズマリー・カメラ - バッキング・ボーカル (on "Don't Piss Me Off")